# Свенцјанско побрђе
Свенцјанско или Свјанцјанско побрђе (блр. Свянцянскае ўзвышша; рус. Свенцянская возвышенность; литв. Švenčionių aukštuma) представља систем моренских узвишења на северозападу Минске и југозападу Витепске области у Белорусији, а такође и крајње источне делове Литваније.
Побрђе се протеже у правцу запад-исток у дужини између 120 и 130 км, док је ширина у правцу север-југ између 35 и 45 км. Укупна површина овог брдског система је око 2.700 км². Највиша тачка побрђа налази се код села Камај у Паставском рејону и лежи на надморској висини од 228 метара.
Свенцјанско побрђе ограничено је Ушачко-Лепељским побрђем, Полацком, Горњоберезинском и Нарачанско-Вилејском низијом. Представља развође између слива Западне Двине на северу (реке Мјадзелка, Голбица, Берозовка и Мњута) и слива Њемена на југу (реке Страча и Сервач). Подручје је познато по бројним језерима, од којих су највећа Мјадзел, Должа, Шо и Дуго језеро које је и најдубље језеро у Белорусији са дубином од 53,7 метара.
Око 40% територије ове области је под ораничним површинама, док шуме чине око 25% (мешовите четинарско-листопадне). Постоје значајнија лежишта тресета који се још увек не експлоатише интензивније, а за потребе грађевинске индустрије вади се глина и песак. Један део Свенцјанског побрђа налази се у границама националног парка Нарачански.